# Cap Chabla

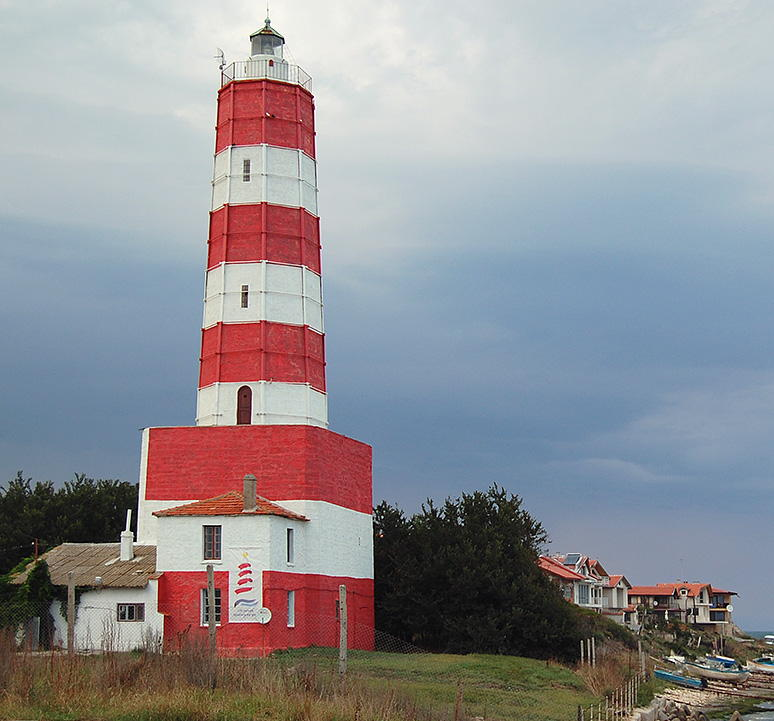
Phare du cap Chabla

Le cap Chabla est le point le plus à l'est de la Bulgarie.
Il se situe à environ 5 km de la ville de Chabla. Un phare de 32 m de haut y a été construit en 1857. C'est le plus ancien phare encore en activité sur la mer Noire.
Sur le site des fouilles archéologiques ont permis de découvrir une forteresse romaine, lieu de commerce sur la mer Noire.